# Ivan den Grusommes illustrerede krønike
Ivan den Grusommes Illustrerede Krønike (russisk: Лицевой летописный свод ~ Ansigts krønike samling; “ansigt” betyder i denne sammenhæng “illustreret”) er en samling af tekster fra middelalderens Rusland, der er kilde til dele af Ruslands historie. Krøniken beskriver historien fra Skabelsen til år 1567. Krøniken kaldes uformelt også Zarbogen (Царь-книга).
Manuskripterne blev samlet af Ivan den Grusomme og placeret i zarens bibliotek. Krøniken består af 10 bind og indeholder 10.000 ark kludepapir og er illustreret med mere end 16.000 miniaturer.
De ti bind omhandler fire hovedområder: bibelsk historie, Roms historie, Byzans’ historie og russisk historie.
Det antages, at manuskripterne er skrevet mellem 1568 og 1576. Forberedelser til manuskripterne er formentlig påbegyndt så tidligt som 1540’erne.
- Tre engles tilsynekomst for Abraham (første bind).
- Slaget på isen (sjette bind).
- Sergius af Rodonesj velsigner Aleksandr Peresvet før slaget ved Kulikovo (niende bind).
- Ivan 3.’s død